# Magnus Liber
O Magnus Liber ou Magnus Liber Organi é um manuscrito de música medieval que contém peças de organum. O nome completo do livro é Magnus liber organi de graduali et antiphonario pro servitio divino. Foi escrito durante o século XII e princípios do século XIII. As suas composições são atribuídas aos mestres da Escola de Notre-Dame, entre os que se encontram Léonin e o seu sucessor, Pérotin. 
O Magnus Liber constitui um passo na evolução desde o canto gregoriano até à intrincada polifonia de finais do século XIII e século XIV. O manuscrito contém 33 trabalho para missa e 13 peças para as horas canónicas e a sua música foi utilizada na liturgia durante as festividades ao longo de todo o ano litúrgico.